# Nowoaleksandrowka (obwód tambowski)
Nowoaleksandrowka (ros. Новоалександровка) – wieś (dieriewnia) w Rosji, w obwodzie tambowskim, w rejonie morszańskim. W 2010 liczyła 591 mieszkańców.